# Неньцзянські луки
Неньцзянські луки (ідентифікатор WWF: PA0903) — палеарктичний екорегіон затоплюваних луків і саван, розташований в Маньчжурії, на території Північно-Східного Китаю. 

## Географія
Екорегіон неньцзянських луків охоплює водно-болотні угіддя, розташовані в нижній течії Неньцзяну, на північний захід від місця впадіння цієї річки в Сунгарі. Сунгарі є найповноводнішою притокою Амуру, який впадає в Японське море. Басейн річки Неньцзян на заході оточений невисокими горами Великого Хінгану, на півночі — горами Малого Хінгану, а на півдні — горами Чанбайшань.
Алювіальні ґрунти екорегіону сформовані відкладами річок і озер, які накопичувалися протягом четвертинного періоду. Вони, як правило, погано дреновані, що призводить до їх заболочення та засолення. На окремих ділянках зустрічаються торф'яно-болотні ґрунти. На заході, півночі і північному сході цей болотистий ландшафт переходить у більш сухі монголо-маньчжурські степи. На південний схід від екорегіону поширені листяні ліси Маньчжурської рівнини.

## Клімат
В межах екорегіону переважає вологий континентальний клімат (Dwa за класифікацією кліматів Кеппена), який характеризується спекотним літом та морозною, малосніжною зимою. Він є більш теплим і менш вологим, ніж у навколишніх горах. Середньорічна кількість опадів коливається від 400 до 450 мм.

## Флора і фауна
Рослинний покрив екорегіону представлений заболоченими хвойними лісами, які перемежовуються трав'янистими та осоковими луками. Основу хвойних лісів складають ольгінські модрини (Larix gmelinii var. olgensis), а в їхньому підліску зустрічаються маньчжурські берези (Betula pendula subsp. mandshurica). Серед трав, що ростуть на луках екорегіону, слід відзначити чагарниковий куничник (Calamagrostis epigejos) та пурпуровий куничник (Calamagrostis purpurea), а серед осок — плоскостеблий бульбокомиш (Bolboschoenus planiculmis).
Серед затоплюваних луків регіону траплються мілкі, порослі солестійким звичайним очеретом (Phragmites australis) озера, річки і стариці. Озера можуть бути як прісними, так і солонуватими. У результаті відведення прісної води для ведення сільського господарства в багатьох водоймах регіону зростає концентрація солі.
Водно-болотні угіддя екорегіону є важливим місцем гніздування для багатьох птахів, зокрема для китайських крехів (Mergus squamatus), мандаринок (Aix galericulata). білих лелек (Ciconia ciconia), чорних лелек (Ciconia nigra), сивоперих ібісів (Threskiornis melanocephalus), білих косарів (Platalea leucorodia), євразійських дрохв (Otis tarda) та японських матат (Helopsaltes pryeri). Тут гніздяться рідкісні японські журавлі (Grus japonensis), даурські журавлі (Antigone vipio), білі журавлі (Leucogeranus leucogeranus) та степові журавлі (Anthropoides virgo), а на міграції тут зустрічаються великі зграї сірих журавлів (Grus grus) та чорних журавлів (Grus monacha). 
У квітні-червні, під час сезону розмноження багатьох птахів, у водоймах екорегіону зустрічається велика кількість риб, жаб, молюсків і водних комах, що робить водно-болотні угіддя екорегіону ідеальним місцем для розмноження водоплавних птахів. У водоймах екорегіону зустрічається близько 42 видів риб та кілька видів амфібій, зокрема сибірські жаби (Rana amurensis).

## Збереження
Оцінка 2017 року показала, що 1686 км², або 7 % екорегіону, є заповідними територіями. Природоохоронні території включають: Природний заповідник Чжалун та Національний природний заповідник Момоге.